# 泉大津市立東陽中学校

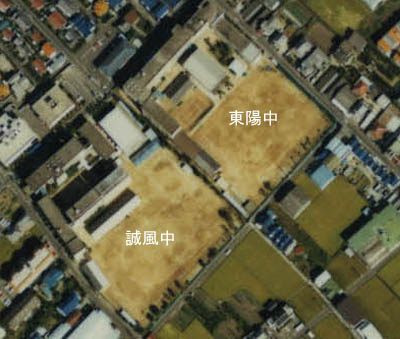
1985年当時の航空写真。

泉大津市立東陽中学校（いずみおおつしりつ とうようちゅうがっこう）は、大阪府泉大津市にある公立中学校。
公立中学校同士が隣接する全国的にも珍しい立地で、南西に泉大津市立誠風中学校が隣接している。これは、学制改革による新制中学校発足時に、転用元の学校が隣接していたことと、男女別学でスタートしたことによる。当校は、旧制泉大津市中央高等小学校の校舎・校地を転用し、男子校として開校した。

## 沿革
1947年の学制改革の際、泉大津市では市全域を校区とする形で、男子校の泉大津市立第一中学校と女子校の泉大津市立第二中学校がそれぞれ設置された。翌1948年には校区の分割と生徒交流をおこない男女共学化された。
- 1947年4月18日 - 泉大津市立第一中学校として現在地に開校。当初は男子校だった。
- 1948年5月1日 - 男女共学化。
- 1954年3月10日 - 運動場完成。
- 1963年4月1日 - 泉大津市立東陽中学校と改称。
- 1977年 - 泉大津市立小津中学校を分離。
- 1989年3月10日 - 新体育館完成。
- 1993年2月 - コンピュータ教室設置。

## 有名な出身者
- CRUSH (HIRO) - ミュージシャン
- 川田裕美 - アナウンサー

## 通学区域
- 泉大津市立旭小学校、泉大津市立浜小学校、泉大津市立条南小学校の通学区域。

泉大津市立誠風中学校および泉大津市立小津中学校との調整区域あり。

## 交通
- 南海本線 泉大津駅 南東へ約700m。